# Glyptothorax kudremukhensis
Glyptothorax kudremukhensis is een straalvinnige vissensoort uit de familie van de zuigmeervallen (Sisoridae). De wetenschappelijke naam van de soort is voor het eerst geldig gepubliceerd in 2007 door Gopi.